# Sheree J. Wilson

Sheree Julienne Wilson (Rochester, Minnesota, 1958. december 12. –) amerikai színésznő, filmproducer, üzletasszony és modell.
Emlékezetesebb alakításai voltak a Dallas és a Walker, a texasi kopó című sorozatokban.

## Filmográfia

### Film
| Év   | Magyar cím                                       | Eredeti cím                           | Szerep         | Magyar hang   |
| ---- | ------------------------------------------------ | ------------------------------------- | -------------- | ------------- |
| 1985 | Bűnözési hullám                                  | Crimewave                             | Nancy          | Dögei Éva     |
| 1985 | Bulis vakáció                                    | Fraternity Vacation                   | Ashley Taylor  | Hámori Eszter |
| 1994 | Az igazság megszállottja 3. – A befejezetlen ügy | Walker Texas Ranger 3: Deadly Reunion | Alex Cahill    |               |
| 1994 | Hellbound – Út a pokolba                         | Hellbound                             | Leslie         | Frajt Edit    |
| 1994 | Hellbound – Út a pokolba                         | Hellbound                             | Leslie         | Spilák Klára  |
| 2003 |                                                  | Midnight Expression (rövidfilm)       | Mary Drake     |               |
| 2004 |                                                  | Birdie and Bogey                      | Shelia         |               |
| 2006 |                                                  | Killing Down                          | Rachel         |               |
| 2006 |                                                  | Fragile (rövidfilm)                   | Sophie         |               |
| 2011 |                                                  | The Gundown                           | Sarah Morgan   |               |
| 2012 |                                                  | Dug Up                                | Mona Walker    |               |
| 2013 |                                                  | A Country Christmas                   | Bonnie Branson |               |
| 2013 |                                                  | Easy Rider: The Ride Back             | Shane Williams |               |
| 2013 | Karácsonyi mese                                  | Christmas Belle                       | Angie          | Ősi Ildikó    |
| 2013 | Karácsonyi mese                                  | Christmas Belle                       | Angie          | Hegyi Barbara |
| 2014 |                                                  | Jail Wagon (rövidfilm)                | Martha         |               |

### Televízió
| Év        | Magyar cím                            | Eredeti cím                         | Szerep                             | Megjegyzések                                                  |
| --------- | ------------------------------------- | ----------------------------------- | ---------------------------------- | ------------------------------------------------------------- |
| 1984      |                                       | Cover Up                            | Rachel                             | 1 epizód                                                      |
| 1984      |                                       | Velvet                              | Ellen Stockwell                    | tévéfilm                                                      |
| 1985      |                                       | Kane & Abe                          | Melanie LeRoy                      | minisorozat                                                   |
| 1985–1986 |                                       | Our Family Honor                    | Rita Danzig                        | állandó szereplő (13 epizód)                                  |
| 1986      | Szenzáció a televízióban              | News at Eleven                      | Christine Arnold                   | tévéfilm                                                      |
| 1986–1991 | Dallas                                | Dallas                              | April Stevens Ewing                | - állandó szereplő (112 epizód) - magyar hangja Hegyi Barbara |
| 1991      |                                       | Matlock                             | Claire Mayfield                    | 1 epizód                                                      |
| 1992      | Renegade – A fejvadász                | Renegade                            | Lisa Stone                         | 1 epizód                                                      |
| 1993–2001 | Walker, a texasi kopó                 | Walker, Texas Ranger                | Alex Cahill                        | - állandó szereplő (196 epizód) - magyar hangja Kiss Erika    |
| 1994      | Múlt idő                              | Past Tense                          | Emily Talbert                      | tévéfilm                                                      |
| 1995      |                                       | Burke's Law                         | Jensen Farnsworth                  | 1 epizód                                                      |
| 1999      |                                       | Sons of Thunder                     | Alex Cahill                        | 2 epizód                                                      |
| 2005      | Rejtélyek asszonya: A játszma         | Mystery Woman: Game Time            | Jody Fiske                         | - tévéfilm - magyar hangja Orosz Anna                         |
| 2005      | Walker, a texasi kopó – Újra akcióban | Walker, Texas Ranger: Trial by Fire | Alex Cahill-Walker                 | - tévéfilm - magyar hangja Kiss Erika                         |
| 2007      | Csapás az égből                       | Anna's Storm                        | Anna Davenport-Baxter polgármester | tévéfilm                                                      |
| 2007–2009 |                                       | Pink                                | Wilson                             | 15 epizód                                                     |
| 2009      |                                       | Leaving Bliss                       | Cynthia Owen                       | 1 epizód                                                      |
| 2014      |                                       | DeVanity                            | Claudia Muller                     | 1 epizód                                                      |
| 2019      |                                       | A Mermaid for Christmas             | Theodora                           | tévéfilm                                                      |

## Fordítás
- Ez a szócikk részben vagy egészben  a   Sheree J. Wilson című angol Wikipédia-szócikk fordításán alapul.  Az eredeti cikk szerkesztőit annak laptörténete sorolja fel. Ez a jelzés csupán a megfogalmazás eredetét és a szerzői jogokat jelzi, nem szolgál a cikkben szereplő információk forrásmegjelöléseként.